# Triángulo de Floyd
El Triángulo de Floyd, llamado así en honor al informático estadounidense Robert Floyd (1936-2001), es un triángulo rectángulo formado con números naturales. Para crear un triángulo de Floyd, se comienza con un 1 en la esquina superior izquierda y se continúa escribiendo la secuencia de los números naturales de manera que cada línea contenga un número más que la anterior:
| 1  |    |    |    |    |
| 2  | 3  |    |    |    |
| 4  | 5  | 6  |    |    |
| 7  | 8  | 9  | 10 |    |
| 11 | 12 | 13 | 14 | 15 |

Uno de los ejercicios más comunes en los cursos de introducción a la programación de ordenadores consiste en escribir un pequeño programa que produzca este triángulo.
El triángulo de Floyd tiene varias propiedades matemáticas interesantes. Los números del cateto de la parte izquierda forman la secuencia de los números poligonales centrales, mientras que los de la hipotenusa nos dan el conjunto de los números triangulares. La suma de los números de la línea n equivale a n(n2 + 1)/2 (sucesión A006003 en OEIS).

## Algoritmo computacional
En Python es:
```
def
 
TrianguloFloyd
(
n
):

	
k
=
0

	
lista
 
=
 
[
x
+
1
 
for
 
x
 
in
 
range
(
int
((
n
**
2
+
n
)
/
2
))]

	
aux
 
=
 
''

	
for
 
i
 
in
 
range
(
n
):

		
for
 
l
 
in
 
lista
[
k
:
k
+
i
+
1
]:

			
if
 
i
>
3
:

				
aux
+=
str
(
l
)
+
' '

			
else
:

				
aux
+=
str
(
l
)
+
'  '

		
print
(
aux
)

		
aux
=
''

		
k
+=
i
+
1

```

En PSeInt (estricto) es:
```
	Definir TAMANIO Como Entero; 
	TAMANIO <- 10;
	Definir i, j, t Como Enteros;
	t <- 1;
	Escribir "Triángulo Floyd";
	Para i <- 1 Hasta TAMANIO Con Paso 1 Hacer
		Para j <- t Hasta t + i - 1 Con Paso 1 Hacer
			Escribir j, " " Sin Bajar;
		FinPara
		Escribir "";
		t <- t + i;
	FinPara
FinProceso

```

En C es:
```
#include
<stdio.h>

#include
<conio.h>

int
 
main
()
 
{

	
int
 
i
,
j
,
t
;

	
t
 
=
 
1
;

        
int
 
tamanio
 
=
 
10
;

	
printf
(
"Triangulo Floyd
\n
"
);

	
for
 
(
i
=
1
;
i
<=
tamanio
;
i
++
)
 
{

		
for
 
(
j
=
t
;
j
<=
t
+
i
-1
;
j
++
)
 
{

			
printf
(
"%i "
,
j
);

		
}

		
printf
(
"
\n
"
);

		
t
 
=
 
t
+
i
;

	
}

	
getch
();

	
return
 
0
;

}

```

En Java es:
```
public
 
class
 
TrianguloFloyd
 
{

public
 
static
 
void
 
main
(
String
[]
 
args
)
 
{

       
final
 
int
 
TAMANO
 
=
 
10
;

       
int
 
t
 
=
 
1
;

       
System
.
out
.
println
(
"\nTriángulo Floyd\n"
);

                
for
 
(
int
 
i
 
=
 
1
;
 
i
 
<=
 
TAMANO
;
 
++
i
)
 
{

                     
for
 
(
int
 
j
 
=
 
t
;
 
j
 
<=
 
t
 
+
 
i
 
-
 
1
;
 
++
j
)
 
{

                          
System
.
out
.
print
(
j
 
+
 
"\t"
);

                     
}

                
System
.
out
.
println
(
"\n"
);

                
t
 
+=
 
i
;

                
}

       
}

}

```

En MATLAB es:
```
fprintf
(
'\n Triángulo de Floyd: \n\n'
);

numElementos
 
=
 
10
;

M
 
=
 
zeros
(
numElementos
);

numeroReal
 
=
 
1
;

for
 
i
 
=
 
1
 
:
 
numElementos

    
for
 
j
 
=
 
1
 
:
 
i

        
M
(
i
,
j
)
 
=
 
numeroReal
;

        
numeroReal
 
=
 
numeroReal
 
+
 
1
;

    
end

end

disp
(
M
)

```